# Taiwan sota dominació japonesa
Entre 1895 i 1945, Taiwan va estar sota el govern japonès, quedant incorporada a l'imperi japonès.

## Història

### Annexió a l'Imperi del Japó
Després de la derrota en front de l'Imperi Japonès el 1895, els Qing van lliurar Taiwan i les illes Pescadores al Japó a perpetuïtat 17 segons els termes del tractat de Shimonoseki. Els termes del tractat permet un període de gràcia per als subjectes han de la que els permet vendre les seves propietats i de retorn a terra ferma.

### La República de Taiwan

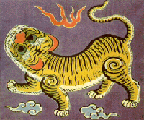
Bandera de la República de Taiwan

Per tal de resistir a l'ocupació japonesa, els notables taiwanesos creen la República de Taiwan el 25 de Maig del 1895, l'objectiu sent de rebre de l'ajuda venint de l'estranger per contrarestar l'arribada dels japonesos. La capital és instal·lada a Tainan i Tang Jingsong n'esdevé el President. Encara que independent, la jove República reconeix la sobirania xinesa.
Les tropes japoneses desembarquen a prop de Keelung el 29 de maig i prenen Taipei, Tang Jingsong s'escapa i Liu Yongfu que dirigia l'exèrcit li succeeix. L'exèrcit imperial japonès es dirigeix cap al sud i Tainan tomba a l'octubre, Liu Yongfu s'escapa al seu torn el 20 d'octubre. La república no haurà durat que 5 mesos

### Després de la República de Taiwan
La colonització japonesa ha d'afrontar moltes revoltes. En els primers anys, la pacificació de Taiwan va assumir el 90% del pressupost de la colònia.
El 1930, durant l'incident de Wushe, els japonesos van utilitzar armes químiques en les poblacions aborígens.
El govern colonial posa en marxa una política agrícola per millorar la producció i el benefici de les exportacions. Es milloren les tècniques agrícoles i les de reg. Una reforma agrària distribueix la terra als camperols. La superfície conreada es duplica i es produeix el triple.
L'ocupació contribueix significativament a la industrialització de l'illa Entre d'altres, hi ha una xarxa de ferrocarrils, un sistema de sanejament i un sistema educatiu públic.
Amb l'esclat de la guerra sino-japonesa el 1937, l'Imperi japonès va iniciar una política d' assimilació social i cultural (kōminka) a tota l'illa per reforçar els llaços entre l'illa i la nova pàtria. L'ús de la llengua i l'adopció de noms japonesos es fomenten mitjançant mesures repressives i el registre en un Santuari Shinto, així com l'adoració a l'emperador Shōwa es declara obligatòria. L'elit taiwanesa porta vestits cerimonials japonesos.
A partir de 1943, Japó va recórrer a joves de Taïwan com a mà d'obra, seleccionats amb l'acord dels seus pares. En total 8.400 joves Taiwanesos van treballar a l'arsenal de Kōza a prop de Yokohama.

### Fi de la dominació japonesa
Després del final de la Segona Guerra Mundial el 1945, segons els termes de l'"instrument de rendició japonès", el Japó va acceptar a priori la declaració de Potsdam que feia referència a la declaració del Caire que havia de ser transferida l'illa. a la República de la Xina.
Les tropes de la República de la Xina van arribar a l'illa per acceptar la rendició de les forces militars japoneses durant l'ordre general no.1 dictada pel general Douglas MacArthur el 2 I després van ser transportats a Keelung per la Armada dels Estats Units.